# Marmok
Marin Mocanu, cunoscut în special sub pseudonimul Marmok (n. 19 august 1991, Bălți, RSS Moldovenească, URSS) este un gamer și vlogger moldovean, cunoscut cel mai bine pentru canalul său de YouTube.

## Biografie
Marin Mocanu s-a născut pe 19 august 1991 la Bălți, unde și-a petrecut copilăria. Este copilul mijlociu din familie, având doi frați, pe Dumitru și Cristian. 
S-a căsătorit cu Marina în toamna anului 2018. În același an, în familie s-a născut fiul, Ianis. În prezent locuiește în Chișinău.

## Carieră
Canalul său pe Youtube a apărut pe 27 aprilie 2008 și se numea inițial „HITMAN.46”, iar în 2014 l-a redenumit în „Mr. Marmok”.

### Popularitate
În ianuarie 2021, compania Medialogy l-a inclus în Top-10 canale YouTube conform Social Media Influence Index (SM Influence), atribuindu-i locul doi.
Pe 7 decembrie 2020, Marmok a intrat pe lista „TOP-10 canale pe YouTube-ul rusesc”, ocupând locul 6 în aceasta.
În octombrie 2020, a intrat pe lista „TOP-10 bloggeri pentru publicul din categoria tineret”, conform platformei analitice MMG Blogger Track, ocupând locul 6 în aceasta..
În cadrul „Top-10 bloggeri ruși populari”, în octombrie 2020, Marin a ocupat locul 7, evaluarea fiind realizată de platforma analitică MMG Blogger Track..
În iunie 2020, el a fost clasat pe locul 27 în lista „Top 30 YouTube Bloggers”.
În februarie 2020, a intrat în „Top-20 bloggeri YouTube vorbitori de limbă rusă”, conform evaluărilor de la Brand Analytics.
Pe 16 octombrie 2019, „Brand Analytics” l-a clasat pe Marmok în „TOP-20 bloggeri YouTube vorbitori de limbă rusă” în septembrie și i-a atribuit locul 11.
În clasamentul „TOP-20 bloggeri YouTube vorbitori de limbă rusă” pentru iunie 2019, de la compania „Brand Analytics”, a ocupat locul 18.
În septembrie 2018, a fost inclus în „Top Ten Youtubers Parents” și s-a clasat pe locul 8 pe listă.